# Diamant

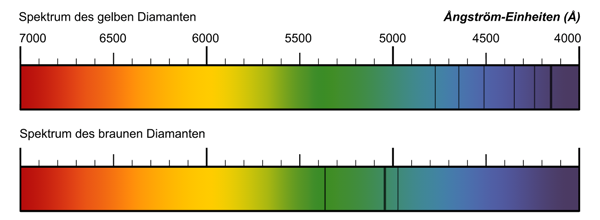
Spectrul diamantului, numerele sunt exprimate în Ångströmi

Diamantul este un mineral nativ și în același timp o piatră prețioasă.  Din punct de vedere chimic este una din formele de existență ale carbonului pur, celelalte fiind carbonul amorf (grafitul) și fulerenele.  Diamantul cristalizează în sistemul cubic și poate atinge duritatea maximă (10) pe scara Mohs, duritatea variind însă în funcție de gradul de puritate a cristalului. Din cauza durității ridicate, cristalele de diamant pot fi șlefuite numai cu pulbere de diamant și fulerenă.

## Etimologie
Denumirea de diamant provine din limba greacă αδάμας, adamas și se traduce prin: de neînvins, indestructibil. În latina clasică Plinius atribuie o denumire asemănătoare safirului. Denumirea diamantului era bine cunoscută în antichitate. În India se numea irra, iar in sanscrită i se spunea vajira, cuvânt ce definea tot ceea ce era dur. Arabii îi spuneau "al-mas", adică "cel mai dur", de unde vine și denumirea slavă de almaz (diamant). 

## Istorie
800 î.Hr. - descoperirea primelor diamante.
320-296 î.Hr. - Cea mai veche mărturie  scrisă asupra diamantului ce face parte dintr-o însemnare budistă, numită" Anguttara Nikaya"( un fel de cod al impozitelor asupra pietrelor prețioase). Cam tot în această perioadă diamantul este cunoscut și de greci, de la care ne-a rămas o statuetă de bronz care are, încrustate, în chip de ochi, două diamante neșlefuite, obiectul putând fi admirat astăzi în vitrina de la British Museum din Londra. În această perioadă diamantele erau folosite ca și talismane.
327 î.Hr. - Alexandru Macedon  aduce primele diamante în Europa din India.
1074 -  Crearea unuia din primele exemple de bijuterie cu diamante, coroana reginei ungare.
1456 - Lodewyk van Berken, un tăietor de diamante din Anvers, creează primul diamant tăiat în fațete.
1477- Maximilian de Austria face cadou un inel cu un diamant Mariei de Borgogna, începând astfel tradiția inelului de logodnă.
1642 - reapare în Europa diamantul Hope, adus de un negustor francez, Jean-Baptiste Tavernier.
1726 - Diamantul este descoperit în Brazilia, ce devine principalul producător de diamante din lume.
1797 - Chimistul englez Smithson Tennant descoperă că diamantul este format din carbon, "arzând" un diamant într-un mediu de oxigen și găsind doar resturi de dioxid de carbon.
1867 - Depozite de diamant sunt descoperite la Kimberly în Africa de Sud.
martie 1888 - "South Africa's Kimberley Central Mining Company"  și "De Beers Mining Company" se unesc și formează "De Beers Consolidated Mines Limited."
26 ianuarie1905 - Se descoperă în Africa de Sud cel mai mare diamant din lume, Cullinan. În stare brută cântărea 3.025 carate.
1948 - Frances Gerety a inventat celebra frază „Un diamant este pentru totdeauna” 
1958 - diamantul Hope este donat Institutului Smithsonian din Washington de către Harry Winston. Valoarea  actuală a acestui diamant, considerat ca fiind un purtător de ghinion, este estimată în jurul cifrei de 250 milioane de dolari.
1958 - Diamantul se descoperă în Siberia.
1967 - Diamantul Darya-i-Nur, un diamant de culoare roșie ce cântărea între 175-195 carate este purtat de ultimul șah al Iranului la încoronarea sa.
1990 - Numeroase depozite de diamant sunt descoperite în nord-vestul Canadaei.
mai 2000 -După o serie de reuniuni interguvernative, guvernul din Africa de Sud creează "Kimberley Process" pentru a discuta și a înfrunta problema "diamantelor de conflict"( numite și "diamante de sânge")
5 iulie 2000 - Consiliul de Siguranță al Națiunilor Unite votează pentru a impune un control riguros al comerțului cu diamante provenite din Sierra Leone, cu scopul de a reduce utilizarea diamantelor în susținerea războaielor din zonă.

## Caractere

Structura cristalină cubică (fcc) a diamantului. Fiecare atom de carbon are o legătură uniformă covalentă stabilă cu ceilalți patru atomi de carbon învecinați.

Masa diamantului este exprimată în carate, un carat corespunzând cu 0,200 grame.
Pe lângă cristalele de diamant din sistemul cubic, uneori se pot întâlni diamante cu cristale hexagonale denumite Lonsdaleit, unii consideră, aceste diamante s-au format în medii nefavorabile.
Duritatea extremă a diamantului este explicată prin legătura stabilă simetrică dintre atomii de carbon.
Diamantul arde într-un mediu cu oxigen pur la o temperatură de 720 °C, iar în aer la peste 800 °C cu formare de dioxid de carbon. Diamantul este solubil în unele metale ca fier, nichel, cobalt, crom, titan, platină, paladium și alte metale asemănătoare. Pe motivul reactivității reduse (datorată structurii stabile) a suprafeței cristalului, prin iradiere cu neutroni crește gradul lui de duritate.

## Formare

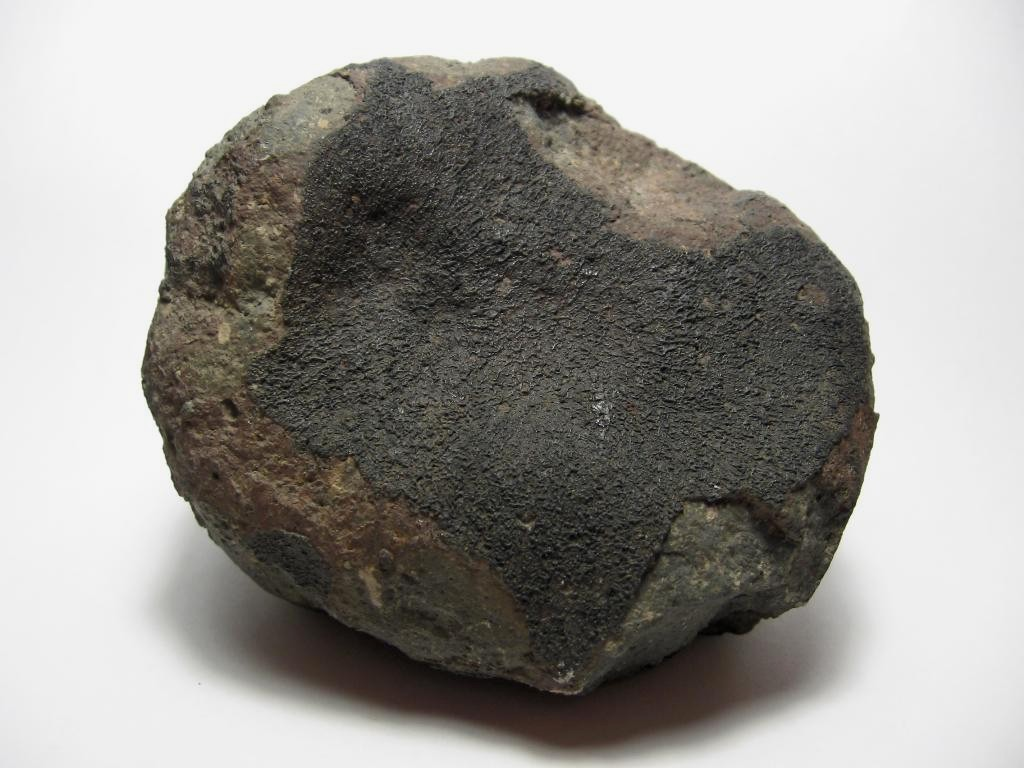
Chondrit carbonic

Diamantele iau naștere la adâncimi mari (150 km), unde sunt temperaturi (1200-1400 °C) și presiuni ridicate.  Rocile mamă (de însoțire) a diamantului sunt Peridotit și Eclogit sau in vulcani, sunt roci bogate în gaze Kimberlite și Lamproite; acestea transportă la erupția vulcanului și diamant (topit) sau fragmente din mantaua scoarței pământului. Formându-se în aceste condiții, grafitul sau  diamantul, aceasta este determinată de timpul de răcire. Diamantele se pot exploata din rocile însoțitoare prin minerit de exemplu Namibia, Africa de Sud sau se separă din aluviunile (depunerile) apelor curgătoare (deșertul, sau țărmul african).
Microdiamantele iau naștere la căderea meteoriților mari pe Pământ (ex. craterul Barringer), creându-se condițiile necesare pentru formarea diamantului, prin existența unor presiuni și temperaturi ridicate și prezența dioxidului de carbon. Vârsta diamantelor este foarte diferită, fiind diamante vechi de peste 3 miliarde de ani, dar și diamante mai noi, care au vârsta de câteva sute de milioane de ani.
Circa 250 de tone de minereu trebuie să fie trecute printr-un procedeu de filtrare pentru ca, la final, să se poată ajunge la un cristal cu tăietura specifică, de un carat.

## Criterii de evaluare
Criteriile de bază ale evaluării diamantelor, denumite "Cei 4 C"( dupa ințialele cuvintelor din limba engleză), sunt:
1.Greutate în carate
2.Culoare (color)
3.Claritate (Clarity),
4.Tăietura (Cut)
Sistemul celor patru C a fost stabilit în anii ’50 de Institutul American de Pietre Prețioase (Gemological Institute of America – GIA) și este acceptat ca atare de gemologi și oameni de afaceri.

### Greutate încarate
Greutatea în carate definește mărimea unui diamant. 
Termenul "carat" provine din greaca veche unde "keration" era denumirea sâmburilor de roscovă, folosiți în trecut ca și greutăți etalon pentru cântărirea în balanțe a diferitelor mărfuri de greutăți relativ mici, inclusiv metalele prețioase. Aceste semințe au rara proprietate de a avea toate aceeași greutate și dimensiune.
La începutul anilor 1900 "caratul" este standardizat ca unitate de măsură internațională pentru diamante, echivalând cu 1/5 dintr-un gram, sau 0,20 grame. Caratul are ca subdiviziune "punctele". Asfel 1 carat este format din 100 de puncte.
În 1911 România adoptă această unitate de măsură.

### Culoare
În funcție de culoare diamantele sunt împărțite în două grupe principale: colorless (incolore) și fancy. 
Cele mai des folosite în bijuterii sunt diamantele incolore. Acestea au diferite nuanțe începând cu "D" care este cel mai puțin colorat dintre toate până la "Z" care este "cel mai" galben sau maroniu. Orice diamant care are o nuanță mai închisă decât "Z" este considerat ca fiind de tipul "fancy". Diamantele incolore sunt mai rare în natură și din acest motiv sunt mai valoroase. 
Clasificarea culorii conform standardelor GIA (Gemmological Institute of America) începe cu litera D, urmând valorile descrescătoare din alfabet. După litera J, diamantul capătă o nuanță gălbuie.
Diferențele între fiecare literă este foarte mică, iar compararea culorilor diamantelor se face sub lumină specială. Atunci când sunt privite frontal, orice persoană tinde să "clasifice" diamantele ca fiind între I și J.
Scala culorilor diamantului conform standardelor GIA (Gemmological Institute of America):
- D= cel mai ridicat grad de culoare al diamantului
- E-F= aproape incolor+
- G= aproape incolor
- H= alb (incolor)
- I-J= incolor cu ușoare tente de culoare
- K= galben pal
- M, N-O, P, S-Z= colorat

D este bineînțeles cea mai bună, cea mai rară și cea mai scumpă culoare. Unele diamante intră în zona de sfârșit a scării culorilor, către Z (de culoare galben deschis), nefiind însă culori speciale. Dintre culorile cele mai disponibile, cei mai mulți cumpărători optează pentru culorile de la D la J, după sistemul GIA. Astfel, D-E-F sunt gradele "incolore", iar G-H-I-J sunt cele "aproape incolore".
Scala culorilor conform standardelor SDN ( Scandinavian Diamond Nomenclature):
- River- incolor
- Top Wesselton- aproape fără culoare
- Wesselton- alb (incolor)
- Top Crystal- alb pal
- Crystal- nuanță gălbuie
- Top Cape- galben pal, foarte deschis
- Cape- galben foarte deschis
- Light Yellow- galben deschis
- Yellow- galben

#### Diamantele Fancy
Diamantele în culori speciale, unice sunt numite oficial "Fancy", fanteziste, și sunt foarte rare. Ele nu fac parte din scala standardizată a culorilor diamantului. 
Cele mai rare culori sunt roșu și violet, precum și combinațiile acestor 2 culori. Galben și maroniu sunt cele mai comune culori ale diamantelor, dar diamantele incolore sunt cele mai cunoscute și apreciate în industria bijuteriilor.
În categoria diamantelor Fancy intră renumitele diamante albastre ("Hope"), verzi ("Dresden"), galben-portocaliu ("Incomparable"), roșii ("Hancock") sau roz (provenite din mina australiană Argyle).

### Claritate
Claritatea unui diamant face referire la gradul de impurități pe care îl poate avea un diamant studiat cu ochiul liber sau cu ajutorul  unei lupe care mărește de 10 ori. Doar aprox. 5% din diamantele naturale găsite sunt pure și au totodată o mărime corespunzatoare unei foarte bune valorificări.
Specialiștii denumesc aceste impurități, "incluziuni". Tipul, numărul și locația incluziunilor poate deseori identifica individual diamantele. Cu cât are mai puține impurități cu atât diamantul este mai valoros.
Standarde de claritate:
- FL (Flawless): Fără incluziuni interne sau puncte externe. Reprezintă nivelul maxim de claritate și corespunde diamantelor rare și foarte scumpe
- IF (Internally flawless): Fără incluziuni în interor dar cu posibile minuscule imperfecțiuni externe
- VVS-1 (Very Very Small inclusion 1): De obicei este vorba despre o singură, mică incluziune, vizibilă cu o lupă de 10X doar de un ochi expert.
- VVS-2 (Very Very Small inclusion 2): Incluziunile sunt foarte greu de observat cu lupa de 10x.
- VS (1-2)* (Very Slightly Imperfect): Incluziunile se pot vedea cu lupa de 10x dar nu cu ochiul liber.
- SI (1-2)* (Slightly Imperfect): Incluziunile se pot vedea cu usurință cu lupa de 10x.
- I (1-2-3)* (Imperfect): Incluziuni vizibile cu ochiul liber.

Există, de asemenea, diamante „Eye Clean”: fără incluziuni vizibile cu ochiul liber

### Tăietura

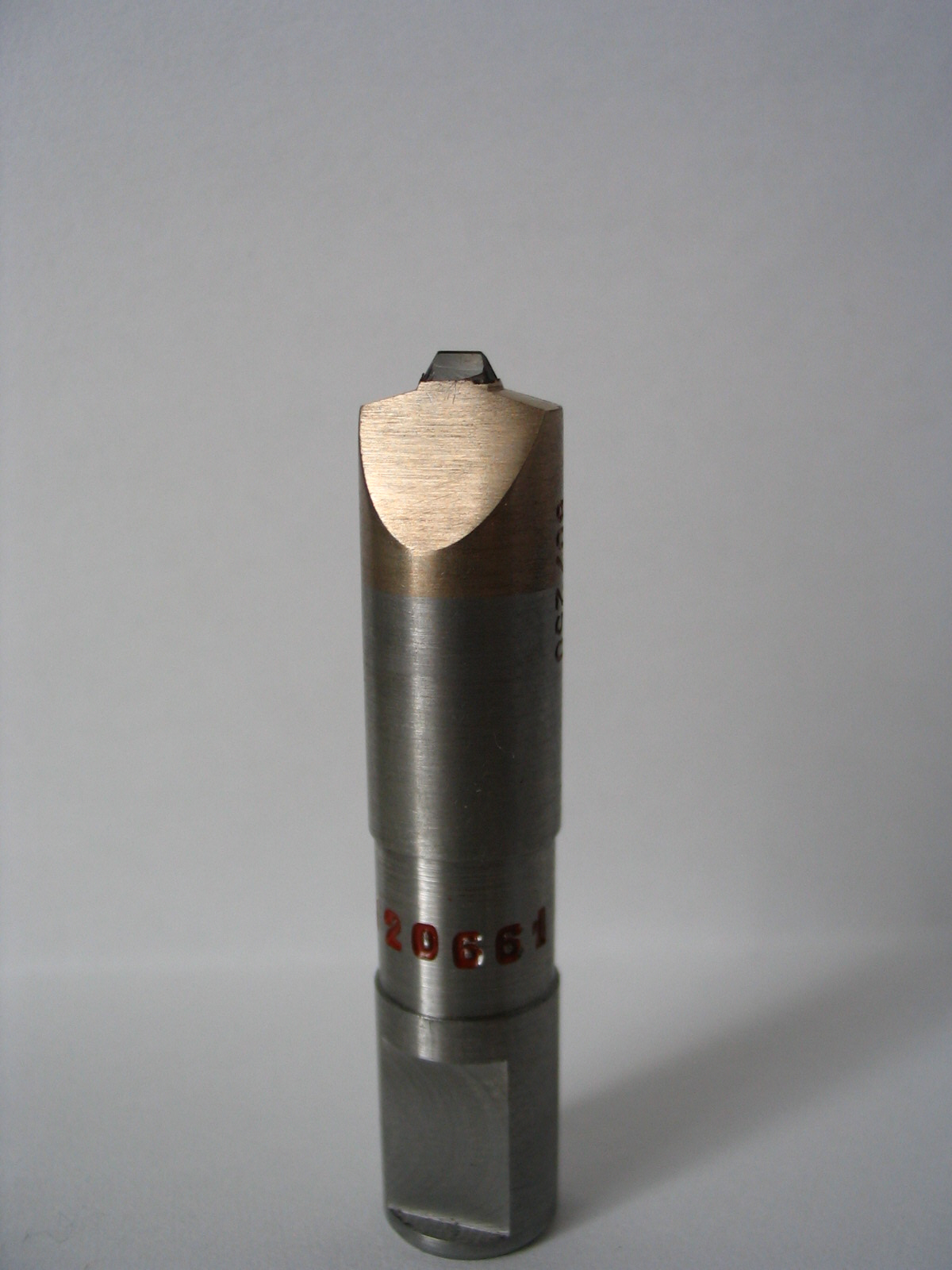
Instrument pentru șlefuirea diamantelor, cu un diamant monocristalin

Tăietura indică modul cum este tăiat diamantul și îi conferă acestuia strălucire. Se referă la proporțiile și finisajul diamantului. Dintre cei 4 C, tăietura este singura contribuție adusă de mâna omului, transformând o piatră prețioasă brută, neșlefuită într-un diamant fațetat și șlefuit în diverse forme.
După mii de experimente de-a lungul anilor, folosind formule matematice precise, tăietorul-șlefuitorul de diamante transformă în ziua de azi un diamant brut într-o piatră strălucitoare care reflectă și refractă lumina.
În 1919 Marcel Tolkowsky descoperă cel mai bun compromis teoretic datorită căruia modul de tăiere al unui diamant îi poate conferi acestuia strălucire deosebită.

#### Moduri de tăieturi
Tăierea în fațete este un procedeu prin care o parte din lumina căzută pe suprafața plană a unei fațete foarte bine lustruite, este reflectată ca de o oglindă, punând în evidență strălucirea pietrei. O altă parte din lumina care pătrunde în diamant este refractată și reflectată de fațetele din partea sa inferioară, dând naștere așa numitelor "focuri" ale pietrei.
Cea mai cunoscută și mai răspândită tăietură a diamantului este briliantul rotund. Briliantul clasic comportă 57 fațete.
Modurile de tăieturi sunt:
- ideal
- optim
- bun
- standard
- mediu

#### Forme

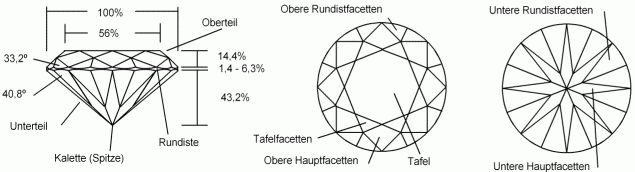
Briliant tip Eppler

Forma este rezultatul final al procesului de tăiere și șlefuire a diamantului.
Există numeroase forme:
- Briliant
- Smerald
- Baquette
- Marquise
- Trillion
- Princess

## Sintetice, stimulente și îmbunătățiri

### Sintetice
Diamantele sintetice sunt diamante fabricate într-un laborator, spre deosebire de diamantele extrase de pe Pământ. Utilizările gemologice și industriale ale diamantului au creat o cerere mare pentru pietre brute. Această cerere a fost satisfăcută în mare parte de diamantele sintetice, care au fost fabricate prin diferite procese de mai bine de jumătate de secol. Cu toate acestea, în ultimii ani a devenit posibil să se producă diamante sintetice de calitate prețioasă de dimensiuni semnificative. Este posibil să se producă pietre prețioase sintetice incolore care, la nivel molecular, sunt identice cu pietrele naturale și atât de similare vizual încât doar un gemolog cu echipament special poate face diferența.

### Simulante
Un simulant de diamant este un material fără diamant care este utilizat pentru a simula aspectul unui diamant și poate fi numit diamant. Zirconia cubica este cea mai comună. Piatra prețioasă moissanite (carbură de siliciu) poate fi tratată ca un simulant de diamant, deși mai costisitor de produs decât zirconia cubică. Ambele sunt produse sintetic.

### Îmbunătățiri
Îmbunătățirile diamantelor sunt tratamente specifice efectuate pe diamante naturale sau sintetice (de obicei cele deja tăiate și lustruite într-o bijuterie), care sunt concepute pentru a îmbunătăți caracteristicile gemologice ale pietrei într-unul sau mai multe moduri. Acestea includ găurirea cu laser pentru a îndepărta incluziunile, aplicarea de etanșanți pentru a umple crăpăturile, tratamente pentru îmbunătățirea gradului de culoare a unui diamant alb și tratamente pentru a da culoare elegantă unui diamant alb.

## Răspândire pe glob
Țările unde se găsesc diamante în cantități mai importante sunt: Rusia, Botswana, Australia, Congo, Canada, Africa de Sud, Angola,  Namibia, Sierra Leone, Ghana, Tanzania și Brazilia. În Europa s-au găsit diamante în Arhanghelsk.

## Utilizare

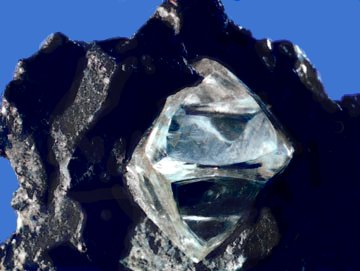
Diamant neșlefuit

Criteriile stabilirii valorii unui diamant sunt: - densitatea - duritatea - dispersia și refracția luminii - conductivitatea termică - strălucirea - puritatea. Spectroscopia (absorbția unor radiații) poate stabili dacă culoarea diamantului este naturală sau realizată ulterior. Diamantul care va fi șlefuit cu fațete multe se numește briliant (Brillant) (care are mai multe variante).
Producția diamantelor naturale pe glob a atins cantitatea de 20 de tone anual. La această cantitate se adaugă  diamantele sintetice care se fabrică din grafit pur supus la presiuni de peste 100.000 de bari (pentru prima oară fabricate din în 1955) și care în cea mai mare parte au utilizare în industrie.
Prin acoperirea altor substanțe cu un strat de câțiva microni (tratare cu plasmă) se va forma așa numitul strat de carbon asemănător diamantului (DLC: diamond-like carbon). Această tehnologie fiind mai departe perfecționată producându-se diamante magnetice cu dimensiuni de ordinul nanometrului în Troy, care probabil vor fi folosite în medicină.
Diamantul are unghiul de refracție ridicat, de aceea strălucește intens, ceea ce a dus la utilizarea principală a diamantelor naturale ca pietre prețioase, azi aceste unghiuri a fațetelor unui cristal sunt  simulate prin programare asistată de ordinator, determinând unghiul optimal pentru o strălucire maximă, astfel unghiul de șlefuire a cristalului fiind automatizat.

Forme de diamant șlefuit intrate în istorie

Un diamant pur este incolor, actual sunt procedee tehnice cu ajutorul laserului prin care se îndepărtează impuritățile din cristal, iar prin iradieri a cristalului (în reactori nucleari) s-a reușit ca diamante cu o valoare inferioară să fie transformate în cristale cu o culoare stabilă verde sau albastră. Aplicațiile în industria de folosire a diamantului sunt ca: abraziv, instrumente de tăiat sau găurit foarte ascuțite și dure.
În medicină (chirurgie), o aplicație tot mai largă o are folosirea lamelor de bisturiu acoperite cu un strat de carbon asemănător diamantului. De asemenea, industria electronică prezintă interese pentru asemenea straturi aplicate pe electrozi, la fel de important este în tehnologia semiconductorilor sau în chimie.

### Diamante renumite
align="center" valign="top"

| Nume | Greutate brută | Anul găsirii | Țara | Notări align="center" valign="top" |  | in Karat |  |  | align="center" valign="top" bgcolor="#F8F8FF" | Cullinan | 3106 | 1905 | Africa de Sud | Până în prezent diamantul cel mai mare, din el s-au obținut 105 bucăți, din care 9 se găsesc în coroana regală britanică, printre care se află și diamantul "Steaua Africii" de 530,20 carate. align="center" valign="top" bgcolor="#F8F8FF" | Excelsior | 995,20 | 1893 | Africa de Sud | Din el s-au obținut 22 de pietre prin despicare. align="center" valign="top" bgcolor="#F8F8FF" | Star of Sierra Leone | 968,90 | 1972 | Sierra Leone | Din el s-au obținut 17 pietre. align="center" valign="top" bgcolor="#F8F8FF" | Incomparable | 890 | 1980 | Congo | șlefuit are 407,5 Karate align="center" valign="top" bgcolor="#F8F8FF" | Großmogul | 797,5 | 1650 | India | Diamant albăstrui; din anul 1739 a dispărut. align="center" valign="top" bgcolor="#F8F8FF" | Președintele Vargas | 726,8 | 1938 | Brazilia | align="center" valign="top" bgcolor="#F8F8FF" | Jonker | 726 | 1934 | Africa de Sud | align="center" valign="top" bgcolor="#F8F8FF" | Orloff | 189,62 | necunoscut | India | în Sceptrul țarului; azi în Kremlin (Moscova) | align="center" valign="top" bgcolor="#F8F8FF" | Koh-i-Noor | 186 | ca. 3000 v. Chr. | evt. India | cel mai vechi diamant cunoscut; azi în Tower of London align="center" valign="top" bgcolor="#F8F8FF" | Florentiner | 137,27 | necunoscut | evt. India | Diamant galben; a aparținut lui Karl I. (Austroungaria), vândut lui Sondheimer , de la care probabil obținut prin înșelăciune de Bruno Steiner de atunci s-a pierdut urma. align="center" valign="top" bgcolor="#F8F8FF" | Regent sau Pitt | 136,75 | um 1700 | India | azi în Luvru align="center" valign="top" bgcolor="#F8F8FF" | Diamantul Hope | 44,6 | necunoscut | India | Diamant albastru; descoperit în anul 1642, azi la Smithsonian Institute în Washington align="center" valign="top" bgcolor="#F8F8FF" | Shah | 86 | necunoscut | necunoscut | cu Gravura regelui (Shah Janan); azi în Kremlin align="center" valign="top" bgcolor="#F8F8FF" | Sancy | 55 | necunoscut | India | align="center" valign="top" bgcolor="#F8F8FF" | Dresden Diamant | 41 | in 1743 | India | Diamant verde; azi în Camera verde din Dresda |

## Galerie de imagini

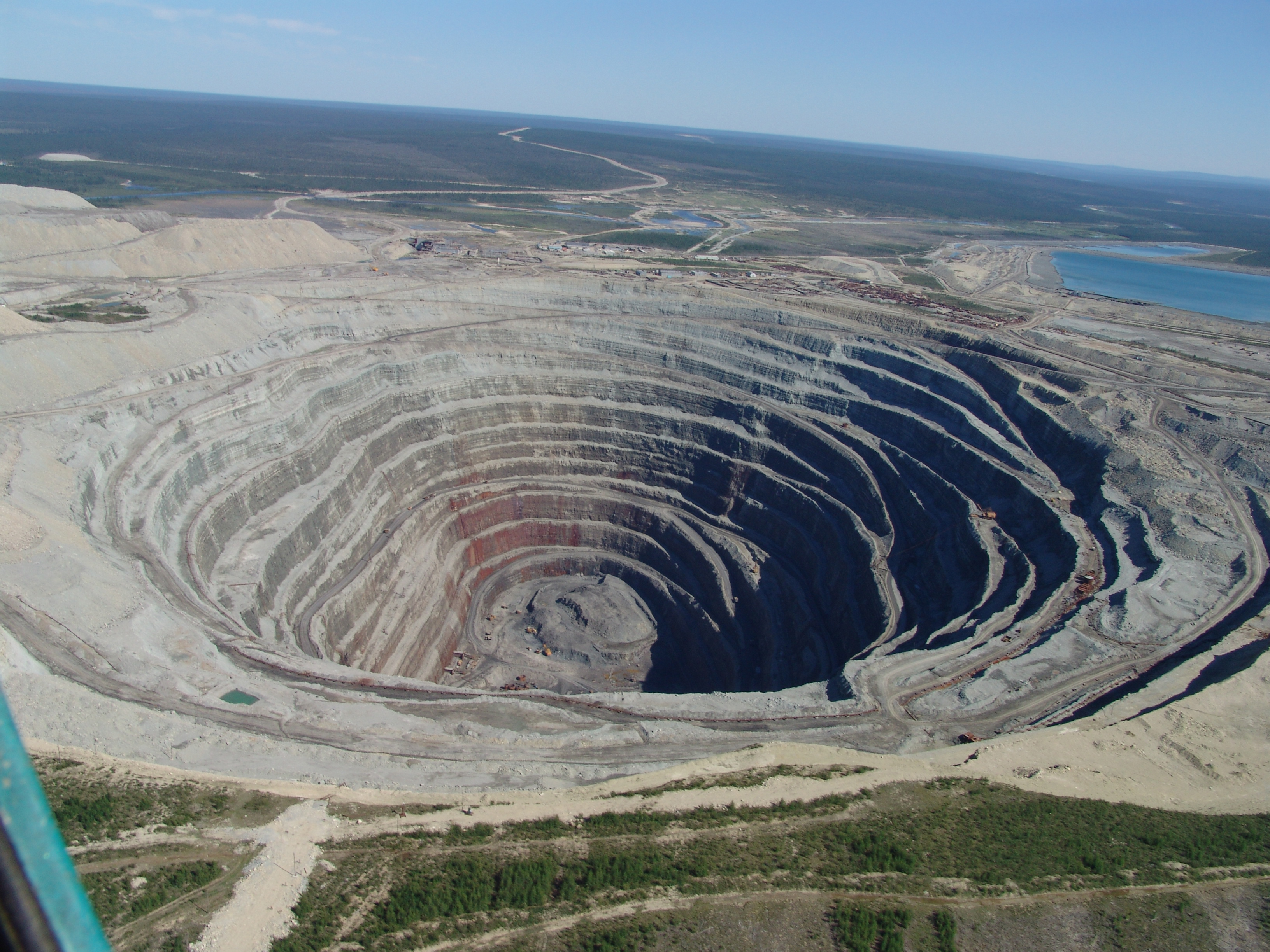
Cariera de diamante Udatschny (Удачный) din Rusia
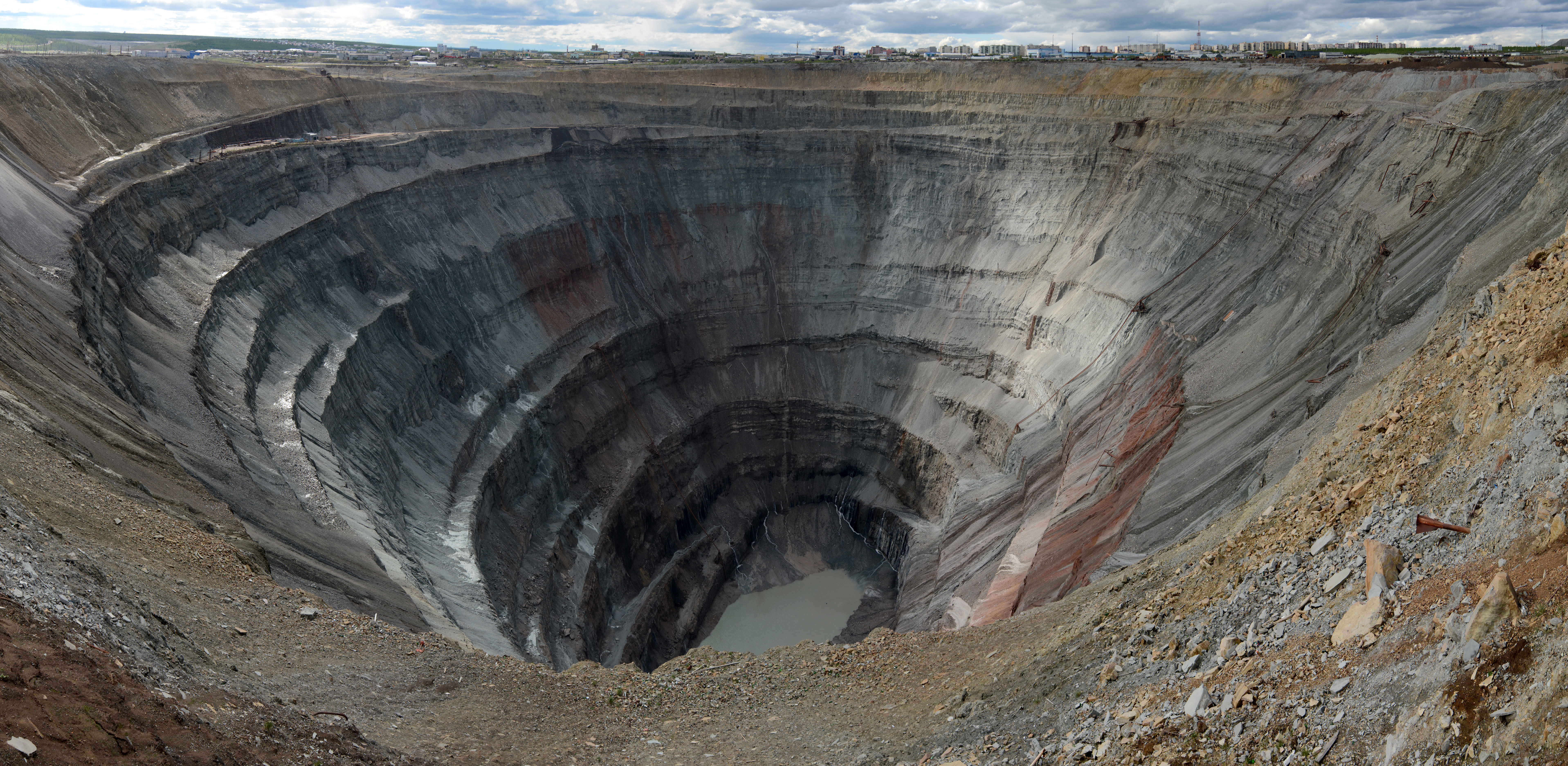
Cariera de diamante Mirny (Мирный) din Rusia